# Black Sunday (film)
Black Sunday is een Amerikaanse thriller uit 1977 onder regie van John Frankenheimer.

## Verhaal
Een terreurorganisatie uit het Midden-Oosten is van plan een aanslag te plegen tijdens de Super Bowl. Ze doen een beroep op een voormalige krijgsgevangene uit de Vietnamoorlog, die het luchtschip bestuurt van waaruit de tv-opnamen voor de wedstrijd worden gemaakt. Een Israëlische terrorisme-expert tracht de aanslag te voorkomen.

## Rolverdeling
| Acteur            | Personage      |
| ----------------- | -------------- |
| Robert Shaw       | Kabakov        |
| Bruce Dern        | Lander         |
| Marthe Keller     | Dahlia         |
| Fritz Weaver      | Corley         |
| Steven Keats      | Moshevsky      |
| Bekim Fehmiu      | Fasil          |
| Michael V. Gazzo  | Muzi           |
| William Daniels   | Pugh           |
| Walter Gotell     | Kolonel Riat   |
| Victor Campos     | Nageeb         |
| Joseph Robbie     | Joseph Robbie  |
| Robert J. Wussler | Robert Wussler |
| Pat Summerall     | Pat Summerall  |
| Tom Brookshier    | Tom Brookshier |
| Walter Brooke     | Fowler         |